# Sutonocrea lobifer
Sutonocrea lobifer là một loài bướm đêm thuộc phân họ Arctiinae, họ Erebidae.